# Liste der Nationalstrassen der Schweiz
Die Liste der Nationalstrassen der Schweiz führt alle Nationalstrassen der Schweiz auf. Nationalstrassen sind all jene Strassen, bei denen der Bund für Finanzierung, Betrieb, Unterhalt und Ausbau aufkommt. Zuständig ist das Bundesamt für Strassen («Astra»). Je nach Ausbaustand gehören dazu nationale Autobahnen, nationale Autostrassen und nationale Hauptstrassen. Aufnahmegrund in die Liste der Nationalstrassen ist die gesamtschweizerische Bedeutung einer Strassenverbindung.
Ende 2017 mass das Schweizer Nationalstrassennetz insgesamt 1 854,7 Kilometer. Der Netzbeschluss der Bundesversammlung von 1960 sieht 1 892,5 Kilometer vor. Somit fehlen bis zur sogenannten Netzvollendung noch 37,8 Kilometer. 2017 wurden 14,3 Kilometer eröffnet, und zwar auf der Transjurane, welche damit vollendet wurde, sowie im Raum Biel.
Im Strassensystem der Schweiz bilden die Nationalstrassen eine besondere Eigentumsklasse neben Kantons-, Gemeinde- und privaten Strassen. Per 2020 führt die Schweiz 26 Nationalstrassenlinien, die mit N-Signaturen gekennzeichnet sind (N1-N29). Diese Signaturen treten im alltäglichen Strassenbild jedoch nicht in Erscheinung, da die Signalisation der Schweizer Strassen überhaupt anhand des Ausbaustandes stattfindet. Der Ausbaustand bewirkt die Klassifikation aller Strassen in Autobahnen, Autostrassen, Hauptstrassen und Nebenstrassen. Anhand der reinen Nummer der Nationalstrassen (N-Nummer) lässt sich daher auch nicht erkennen, welchen Ausbaustand die Nationalstrasse hat, also ob es sich um eine Autobahn, Autostrasse oder Hauptstrasse handelt.

Hinweissignal Autobahn (national und kantonal)
Hinweissignal Autostrasse (national und kantonal)
Nummerntafel Autobahn und Autostrasse (national und kantonal)
Wegweiser Autobahn und Autostrasse (national und kantonal)
Nummerntafel Hauptstrasse (national, kantonal und kommunal)
Hinweistafel Ortsende an Hauptstrasse (national, kantonal und kommunal)

## Liste der Nationalstrassen

### Stand 1960 bis 1965
Aufgelistet ist der Planungszustand gemäss dem Beschluss der Bundesversammlung vom 21. Juni 1960. So gültig bis 1965 (Aufnahme Gotthardtunnel). Obwohl die Nummerierung bis heute geblieben ist, entsprach der damals geplante Zustand nicht dem heutigen Stand. So war 1960 der Gotthard-Strassentunnel nicht vorhergesehen (die Routenplanung sah den zwischen 1967 und 1983 in Etappen eröffneten neuen Gotthardpass vor, die seither Teil der N2 ist).
| Signatur | Überregionale Bedeutung                            | Genauer Verlauf | Bemerkungen |
| -------- | -------------------------------------------------- | --- | --- |
| N1       | Haupt-Ost-West-Verbindung                          | (Frankreich -) Perly – Genf – Lausanne – Bern – Zürich Platzspitz/Milchbucktunnel – Winterthur – Wil – St. Gallen – St. Margrethen (- Österreich) | Inklusive Anschluss Flughafen Cointrin (von aus) sowie Flughafen Kloten (von N1 aus)                                                   |
| N2       | Haupt-Nord-Süd-Achse                               | (Deutschland -) Basel – Egerkingen N1 Rothrist – Luzern – Gotthardpass – Lugano – Chiasso (- Italien)                                             | Inkl. Anschluss an die französische Autobahn bei Lysbüchel-Hagnau (1962: kl. Anpassungen betreffend Luzern)                            |
| N3       | Achse Nordwestschweiz – Südostschweiz              | N2 Augst – Birmenstorf N1 Zürich Platzspitz – Zürich Brunau – Sargans N13                                                                         | Ziegelbrücke–Walenstadt als Nationalstrasse 3. Klasse                                                                                  |
| N4       | Zentral gelegene Nord-Süd-Verbindung               | (Deutschland -) Bargen – Schaffhausen – Winterthur N1 N3 Zürich Brunau – Cham – Schwyz – Axenstrasse – Altdorf N2                                 | Inkl. Abzweigung Cham nach Holzhäusern                                                                                                 |
| N5       | Jura-Südfuss                                       | N1 bei Solothurn – Biel/Bienne – Neuenburg – Yverdon-les-Bains N1                                                                                 | |
| N6       | Bern-Wallis                                        | N1 Bern – Thun – Simmental – Rawiltunnel – Sitten/Siders N9                                                                                       | Plan einer Nationalstrasse durch das Simmental und Rawil 1986 verworfen. Vor Bau der Verzweigung Lattigen Autobahnende bei Spiezwiler. |
| N7       | Verbindung nach Konstanz                           | N1 Attikon – Kreuzlingen (- Deutschland) | |
| N8       | Voralpen-Verbindung Innerschweiz – Berner Oberland | N2 Acheregg – Sarnen – Interlaken – Spiez – N6 | |
| N9       | West-Süd-Verbindung                                | (Frankreich -) Vallorbe – Chavornay N1 Lausanne – Sitten – Brig – Simplonpass – Gondo (- Italien)                                                 | |
| N12      | Verbindung Bern – Freiburg – in Richtung Wallis    | N1 Bern – Freiburg – Vevey N9 | |
| N13      | Östlich gelegene Nord-Süd-Verbindung               | N1 St. Margrethen – Chur – San-Bernardino-Tunnel – Castione N2                                                                                    | |
| N14      |                                                    | N2 Luzern – Cham N4 | |

### Stand 2002 bis 2020
Aufgelistet ist Stand vor dem Netzbeschluss 2020.
| Signatur | Überregionale Bedeutung                            | Genauer Verlauf                                                                                                  | Bemerkungen |
| -------- | -------------------------------------------------- | --- | --- |
| N1       | Haupt-Ost-West-Verbindung                          | Genf (Cointrin) – Lausanne – Bern – Zürich – Winterthur – St. Gallen – St. Margrethen                            | Inklusive Anschluss nach Lausanne La Maladière; Zürich via Hardturm, Platzspitz, Milchbucktunnel und Aubrugg                                                                                                  |
| N1a      |                                                    | Flughafen Cointrin N1 – Perly – St-Julien (Grenze)                                                               | Teil der A1 |
| N1b      |                                                    | Zürich (Aubrugg) N1 – Flughafen Kloten                                                                           | Teil der A51 |
| N1c      | Nord- und Westumfahrung Zürich                     | Glattbrugg N1b – Katzensee – Weiningen N1 – Urdorf – Uetlibergtunnel West/Wettswil N4                            | 1971 aufgenommen (AS 1971 952; BBl 1970 II 1533); Teil der A3/A4 |
| N2       | Haupt-Nord-Süd-Achse                               | Basel – Egerkingen N1 Rothrist – Luzern – Gotthard-Strassentunnel/Gotthardpass – Lugano – Chiasso                | Mit Abzweigungen Hagnau – Weil sowie Hagnau – Lysbüchel an die jeweiligen ausländischen Autobahnen; sowohl Gotthard-Strassentunnel – 1965 aufgenommen (AS 1965 465; BBl 1964 II 1568) – als auch Gotthardpass |
| N3       | Achse Nordwestschweiz – Südostschweiz              | N2 Augst – Birmenstorf N1 Zürich Platzspitz – Zürich Brunau – Sargans N13                                        | Wiedikon–Brunau A3W, Ab Brunau A3 |
| N4       | Zentral gelegene Nord-Süd-Verbindung               | Bargen – Schaffhausen – Winterthur N1 N3 Zürich Brunau – Wettswil N1c – Cham – Schwyz – Axenstrasse – Altdorf N2 | A4; Inkl. Abzweigung Cham nach Holzhäusern (A4a) |
| N5       | Jura-Südfuss                                       | N1 bei Solothurn – Biel/Bienne – Neuenburg – Yverdon-les-Bains N1                                                | |
| N6       | Bern-Thun                                          | N1 Bern – Thun – Verzweigung Lattigen – Wimmis                                                                   | 1986 Verbindung nach Sitten aufgehoben (AS 1987 52; BBl 1985 I 534), vor Bau der Verzweigung Lattigen Autobahnende bei Spiezwiler                                                                             |
| N7       | Verbindung nach Konstanz                           | N1 Attikon – Kreuzlingen                                                                                         | |
| N8       | Voralpen-Verbindung Innerschweiz – Berner Oberland | N2 Acheregg – Sarnen – Interlaken – Spiez – Anschluss an N6                                                      | |
| N9       | West-Süd-Verbindung                                | Vallorbe – Chavornay N1 Lausanne – Sitten – Brig – Simplonpass – Gondo                                           | |
| N12      | Verbindung Bern – Freiburg – in Richtung Wallis    | N1 Bern – Freiburg – Vevey N9                                                                                    | |
| N13      | Östlich gelegene Nord-Süd-Verbindung               | N1 St. Margrethen – Chur – San-Bernardino-Tunnel – Castione N2                                                   | |
| N14      |                                                    | N2 Luzern – Cham N4                                                                                              | |
| N16      | Transjurane                                        | Boncourt – Delsberg – Biel/Bienne N5                                                                             | 1984 aufgenommen (AS 1984 1118; BBl 1984 I 65). |
| N28      | Prättigauerstrasse                                 | N13 bei Landquart – Klosters-Serneus/Verladestation Vereinatunnel                                                | 2002 aufgenommen (AS 2001 3090; BBl 2000 3212). |

### Stand 2020
Stand per 1. Januar 2020:
| Signatur | Strasse/n       | Überregionale Bedeutung                                                                       | Genauer Verlauf | Bemerkungen |
| -------- | --------------- | --------------------------------------------------------------------------------------------- | --- | --- |
| N1       | A1              | Haupt-Ost-West-Verbindung                                                                     | (Frankreich -) Genf – Lausanne – Bern – Zürich Nord – Winterthur – Wil – St. Gallen – N13 bei St. Margrethen                        | Zentrale Ost-West-Achse; die N1 geht bei St. Margarethen (Nordostecke der Schweiz) übergangslos in die N13 über. Folgende Zubringer gehören auch zur N1: N1E Perly, N1G Genève (Lac), N1M Lausanne (Maladière), N1F Bern (Insel), N1T Bern (Tiefenaustrasse), N1R Aarau (Ost)–Rohr–Aarau, N1H Limmattalerkreuz–Platzspitz, N1K St. Gallen (Kreuzbleiche). |
| N2       | A2 · H2         | Haupt-Nord-Süd-Achse                                                                          | (Deutschland -) Basel – Luzern – Gotthard-Strassentunnel bzw. Gotthardpass – Lugano – Chiasso (- Italien)                           | Folgende Zubringer gehören auch zur N2: Gundeldingen/Basel-Bahnhof-SBB, Luzern-Kasernenplatz. Bypass Luzern per 2019 beschlossen. |
| N3       | A3              | Achse Nordwestschweiz – Südostschweiz                                                         | (Frankreich -) Basel – Zürich West – Zürich Süd – Sargans                                                                           | Folgender Zubringer gehört auch zur N3: N3W: (N1 Platzspitz) – Wiedikon – Zürich-Süd/Brunau N3 |
| N4       | A4 · H2         | Zentral gelegene Nord-Süd-Verbindung                                                          | (Deutschland -) Thayngen – Schaffhausen – Winterthur – Zürich – Cham – Schwyz – Axenstrasse – Altdorf N2                            | Fortsetzung nach Süden via N2. Neue Axenstrasse in Planung. |
| N5       | A5 · H5         | Jura-Südfuss                                                                                  | N1 – Solothurn – Biel/Bienne – Neuenburg – Yverdon-les-Bains – N1                                                                   | |
| N6       | 223 509         |                                                                                               | N5 Biel/Bienne – Bern – Thun – A6 Verzweigung Lattigen A8 – A8 Spiez A6 – Mülenen – Frutigen – Kandersteg / Goppenstein – Gampel N9 | Ursprünglich als Autobahn durch Simmental und Rawil ins Wallis geplant, 1986 wurden diese Pläne verworfen. |
| N7       | A7              | Verbindung nach Konstanz                                                                      | N1 – Winterthur – Kreuzlingen (- Deutschland)                                                                                       | |
| N8       | A8 · H4         | Voralpen-Verbindung Innerschweiz – Berner Oberland                                            | N2 bei Lopper – Sarnen – Interlaken – Spiez – Verzweigung Lattigen N6                                                               | |
| N9       | A9 · H9         | West-Süd-Verbindung                                                                           | (Frankreich -) Vallorbe – N1 bei Lausanne – Sitten – Brig – Simplonpass – Gondo (- Italien)                                         | Abschnitt Sierre bis Brig im Ausbau zur Autobahn befindlich. |
| N11      | A51             | Flughafenautobahn Zürich                                                                      | Zürich Nord – Kloten-Süd | |
| N12      | A12             | Verbindung Bern – Freiburg – in Richtung Wallis                                               | N1 bei Bern – Freiburg – N9 bei Vevey                                                                                               | |
| N13      | 406             | Östlich gelegene Nord-Süd-Verbindung                                                          | N1 bei St. Margrethen – Chur – Thusis – San-Bernardino-Tunnel – N2 bei Bellinzona – Locarno – Ascona                                | Die N13 geht bei St. Margrethen (Nordostecke der Schweiz) übergangslos in die N1 über. |
| N14      | 338             | Querverbindung Innerschweiz – Zürichsee                                                       | N2 bei Luzern – A4 bei Cham – Sihlbrugg – Wädenswil N3                                                                              | |
| N15      | 340             | Verbindung Zürich-Oberland – Linthgebiet                                                      | Brüttisellen N1 – Uster Süd – Hinwil Betzholz – Rapperswil – Uznach – Reichenburg N3                                                | Zwischen Uster Süd und Hinwil als Hauptstrasse 340 |
| N16      | A16 · H6        | Transjurane                                                                                   | Boncourt – Delsberg – Biel/Bienne N5                                                                                                | Anschluss N16T Tavannes-Route de Tramelan gehört auch zur N16 |
| N17      | A17 · H17       | Glarnerland-Zubringer                                                                         | Niederurnen N3 – Glarus | |
| N18      | A18 · H18       | Verbindung Basel-Delsberg (Birstal)                                                           | N2 (Basel-Hagnau) – Reinach – Aesch – Delsberg N16                                                                                  | |
| N20      | H10 · A20 · H20 | Neuenburger Verbindung vom untern in den oberen Kantonsteil mit Fortsetzung zur Franche-Comté | Murten N1 – Thielle N5 sowie Neuenburg N5 – Le Locle – Col des Roches                                                               | Umfahrung Le Locle und La Chaux-de-Fonds per 2019 beschlossen. |
| N21      | A21 · H21       | Zufahrt zum Grosser-St.-Bernhard-Tunnel                                                       | Martigny – Bourg St-Bernard | Die Nationalstrasse reicht bis zum Tunnel, der Tunnel selbst und der Pass sind keine Nationalstrasse. |
| N22      | A22             | Verbindung des oberen mit dem unteren Baselbiet                                               | Pratteln – Sissach | |
| N23      | 474             | Bodensee-Thurtalstrasse                                                                       | Grüneck N7 – Weinfelden – Arbon – Meggenhus N1                                                                                      | |
| N24      | A24 · H394      | Entlastung Grenzübergang Chiasso                                                              | Mendrisio N2 – Stabio – Gaggiolo | |
| N25      | 459 463         | Autobahnzubringer Appenzellerland                                                             | St. Gallen-Winkeln N1 – Herisau – Hundwil – Appenzell                                                                               | Zwischen Gossau SG Ost und Waldstatt projektiert als A25 () |
| N28      | H28             | Verbindung Rheintal – Unterengadin                                                            | N13 bei Landquart – Klosters-Serneus/Verladestation Vereinatunnel                                                                   | |
| N29      | 417             | Engadin-Zubringer                                                                             | Thusis N13 – Tiefencastel – Julierpass – Silvaplana                                                                                 | |

## Anschlüsse an das Strassennetz der Nachbarstaaten
Anschlüsse von Schweizer Nationalstrassen, Autobahnen und Autostrassen an das Autobahnnetz der Nachbarstaaten (Signatur – Grenzort CH – Nationalstrasse CH – Strassen-Nr. Ausland):

### Deutschland
- N2 Basel: A2 – A5
- N3 Rheinfelden AG: A3 – A861/A98
- N4 Thayngen: A4 – B34/A81
- N7 Kreuzlingen: A7 – B33

### Österreich
Es besteht auch nach jahrzehntelanger Planungsarbeit noch keine direkte Autobahnverbindung von der Schweizer A1/A13 zur österreichischen A14. Der Grenzverkehr fliesst je nach Zieldestination durch die österreichischen Dörfer Höchst, Fußach, Hard, Bregenz und Lustenau oder dem schweizerischen Diepoldsau. Nach mehreren gescheiterten Projekten soll 2020 in Österreich der Trassenentscheid für den Bau der S18 Bodensee Schnellstrasse gefällt werden. Die ca. 8 Kilometer lange Strasse wird ca. EUR 600 Mio. kosten und vom bereits seit über 50 Jahren bestehenden Stummel bei der A1 Ausfahrt St. Margrethen Nr. 86 via Höchst und Dornbirn zur A14 führen. Das Zollamt wird auf Schweizer Gebiet gebaut.

### Fürstentum Liechtenstein
Das Fürstentum Liechtenstein besitzt keine eigenen Autobahnen oder Autostrassen. Von mehreren Anschlüssen der schweizerischen A13 führen Brücken über den Alpenrhein ins Fürstentum.

### Italien
- N2 Chiasso: A2 – A9
- N24 Stabio: A24/H394 – SP3
- N9 Gondo: A9/H9 (Simplonpass) – Strada statale 33 del Sempione
- N21 Bourg St-Bernard: A21/H21 (Grosser-St.-Bernhard-Tunnel) – Strada Statale 27 del Gran San Bernardo/T2

### Frankreich
- N1 Genf: A1 – A41
- N9 Vallorbe: A9/H9 – Nationalstrasse 57
- N20 Le Locle: A20/H20 – D461
- N16 Boncourt JU: A16 – N1019
- N3 Basel: A3 – A35